# Pomnik Pruskiego Wojaka w Podgórzu
Pomnik Pruskiego Wojaka w Podgórzu (niem. Kriegerdenkmal) – pomnik upamiętniający żołnierzy poległych w wojnie francusko-pruskiej, odsłonięty w 1908 roku. Znajdował się on w Podgórzu, na rynku przed Browarem. Pomnik odsłonięto w 1908 lub w 1915 roku.
W 1901 roku pojawiła się idea postawienia pomnika wśród członków Kriegerverein, chcących upamiętnić mieszkańców Podgórza, którzy zginęli za Prusy. Na początku 1907 roku rozpoczęto zbiórkę pieniędzy na budowę pomnika. We wrześniu 1907 roku ustalono plan działania. Podczas opracowywania planu trwała dyskusja, czy pomnik powinien stać w parku miejskim (ob. ulica Parkowa) czy też przed Browarem. Przetarg na budowę pomnika wygrał Sally Meyer. Prace przy fundamencie rozpoczęły się w maju 1908 roku. W czerwcu cokół ogrodzono żelaznym łańcuchem. Pomnik zniszczyły władze polskie w 1920 roku.
Pomnik w Podgórzu był skromniejszy, niż odsłonięty w 1880 roku pomnik Wojaka Pruskiego w Toruniu według projektu Johannesa Otzena.